# Una lacrima sul viso (film)
Una lacrima sul viso è un film del 1964 diretto da Ettore Maria Fizzarotti.

## Trama
Roberto Tonnarelli, un cantante statunitense noto come Bobby Tonner, figlio di napoletani, ritorna in Italia, e viene ospitato da Giovanni Todini, un professore del Conservatorio, amico di suo padre, che non sopporta i cantanti moderni.
Bobby si innamora della figlia del professore, Lucia, che suona il pianoforte e che ha composto una musica: la fa ascoltare al padre, che reagisce con scetticismo, mentre Tonner si dimostra invece interessato.
La nascita dell'amore tra i due giovani è però ostacolata da un'amica di Lucia, Gabriella, fan del cantante; ma dopo alcune vicende l'amore trionfa.

## Le canzoni
Oltre alle musiche originali, scritte dal maestro Gianni Marchetti, nel film si ascoltano quattro canzoni eseguite da Bobby Solo: Una lacrima sul viso (composta da Iller Pattacini e firmata con lo pseudonimo di Lunero), Credi a me, Troppe volte e Ha, ha...ah (che nei titoli di testa è erroneamente segnalata come Ha!Ha!Ha!); la title track viene inoltre eseguita, nel corso del film, anche in versione strumentale.
In una scena inoltre, quando Bobby accende la radio, si può ascoltare la versione in inglese di Troppe volte, inedita in Italia.
Vi è inoltre una canzone interpretata da Maria Luigia Bis, A chi dai il bacio della buonanotte, che si ascolta nella scena del ballo tra Bobby e Gabriella, durante la festa di compleanno di Lucia.